# 鲁道夫·格勒施
鲁道夫·格勒施（德語：Rudolf Gellesch，1914年5月1日—1990年8月20日），德国男子足球运动员，场上位置是中场。他曾代表德国参加1938年国际足联世界杯。他也曾入选1936年夏季奥林匹克运动会德国队阵容，但并未上场参赛。